# Артър Гинес
Артър Гинес е ирландски пивовар и филантроп, основател на пивоварната компания Arthur Guinness Son & Co, и създател на тъмната стаут бира Гинес.

## Биография
В края на 1759 г. 34-годишният ирландец Артър Гинес наема стара разнебитена пивоварна, намираща се на улица „Сейнт Джеймс“ в Дъблин, за 9000 години срещу годишен наем от 45 фунта. 10 години по-късно – през 1769 г. Пивоварната на Гинес успешно изнася бира за Англия.
Когато Артър Гинес започва бизнеса си в Ирландия, започва да вари първоначално светъл ейл, но след това постепенно започнал да експериментира с ново пиво, непознато дотогава в Ирландия. За приготвянето му се използва печен ечемик, който дава тъмен цвят на бирата. Тази бира била известна като портър, и получава името си от хамалите в Лондон, които основно я пиели. Портърът тогава се произвежда в Лондон и се внася в Ирландия, където заплашва местните производители. През 1770-те Артър Гинес започва да вари портър, което става бързо фирмен продукт на пивоварната; производството е толкова успешно, че през 1799 г. пивоварната спира да вари светъл ейл. Гинес обаче подобрил рецептата на портъра – прави по-силен и по ароматен и успява да се наложи на местния пазар. Когато през 1803 г. Артър Гинес умира на 78-годишна възраст, оставя на жена си и децата си наследство от 25 хиляди фунта.
През 1761 г. се жени за Оливия Уитмор, която ражда 21 деца, от които 10 доживяват до зряла възраст. Трима от синовете му впоследствие също стават пивовари и поемат управлението на семейната пивоварна. Умира на 23 януари 1803 г. и е погребан редом до майка си.